# Stará hospoda
Stará hospoda je barokní budova zájezdního hostince ve Starém Hloubětíně v městské části Praha 14 na adrese Poděbradská čp. 1/110. Od roku 1958 je památkově chráněna. V přízemí je dodnes restaurační zařízení.

## Historie
Kde se nacházela původní hloubětínská krčma, o které máme zprávy z počátku 17. století, není známo. Snad stála na místě domu čp. 7 v ulici V Chaloupkách 52.
Tento zájezdní hostinec s čestným číslem popisným jedna byl postaven v roce 1711. Někteří odborníci zastávají názor, že stavbu navrhl Kryštof Dientzenhofer. Přestože fasáda je až pozdně barokní z konce 18. století, obvodové zdivo a klenby v přízemí jsou z prvotní fáze. Pozornost upoutá sedlová střecha s barokními štíty a koulemi, průčelí a brána však odpovídají vkusu klasicismu. Hostinec býval spolu se sklepy a stájemi od samého počátku křižovnickým řádem, který byl hloubětínskou vrchností, pronajímán. Soukromí majitelé byli v roce 1953 násilně vystěhováni, v roce 1961 byl hostinec vyvlastněn. Po restituci v roce 1990 je opět v soukromých rukou a je tam provozována restaurace Na staré hospodě.

## Slavní hosté
Mezi nejslavnější hosty, kteří se v hospodě občerstvili, patřili císař Karel VI. (30. června 1723 cestou na korunovaci) nebo císař František I. Štěpán Lotrinský se svou chotí Marií Terezií (1743) a jejich syn císař Josef II. dokonce několikrát (1781–1784). Josefa II. připomíná císařský pokoj v prvním patře, kde je krb s vročením 1783.

## Popis areálu
Komplex tvoří zájezdní hostinec, hospodářská budova půdorysu písmene U, hospodářská budova ve východní části, vozová kolna, ohradní zeď a pilířová brána na západě, kterou zdobí piniové šišky.